# Erketu
Erketu – rodzaj zauropoda z grupy Titanosauriformes.
Żył na początku późnej kredy na terenach centralnej Azji. Jego szczątki (kości nóg, niektóre kości klatki piersiowej i kręgi szyjne) znaleziono w 2002 roku w Mongolii (na pustyni Gobi) i opisane w 2006 roku przez Daniela Ksepkę i Marka Norella. Być może także zęby znalezione w tej samej lokalizacji należą do tego taksonu.
Był to dinozaur o najdłuższej szyi względem długości ciała. Miała ona długość ok. 8 m, co stanowiło połowę długości ciała Erketu ellisoni. Było to skutkiem wydłużenia kręgów szyjnych, których liczba pozostaje nieznana. Znalezione kości kończyn tylnych wskazują, że był dość lekki, mimo znacznej długości ciała. Erketu żył na równinach zalewowych, obok nieopisanych nieco większych od deinonycha maniraptorów i drapieżników wielkości allozaura. W tej samej lokalizacji znaleziono także skamieniałe owoce. Pierwsza analiza filogenetyczna przeprowadzona przez Kspekę i Norella w 2006 roku zasugerowała dwie możliwe pozycje Erketu na kladogramie – jako takson siostrzany dla Euhelopus lub kladu Titanosauria. Również Wilson i Upchurch wskazali na bliskie pokrewieństwo z euhelopem i przynależność Erketu do rodziny Euhelopodidae. Kolejna analiza przeprowadzona przez Ksepkę i Norella w 2010 roku po odkryciu nowych skamieniałości Erketu zasugerowała, że jest on taksonem bliżej spokrewnionym z tytanozaurami niż euhelop i wraz z rodzajem Qiaowanlong tworzy klad siostrzany dla Titanosauria.